# August Herold

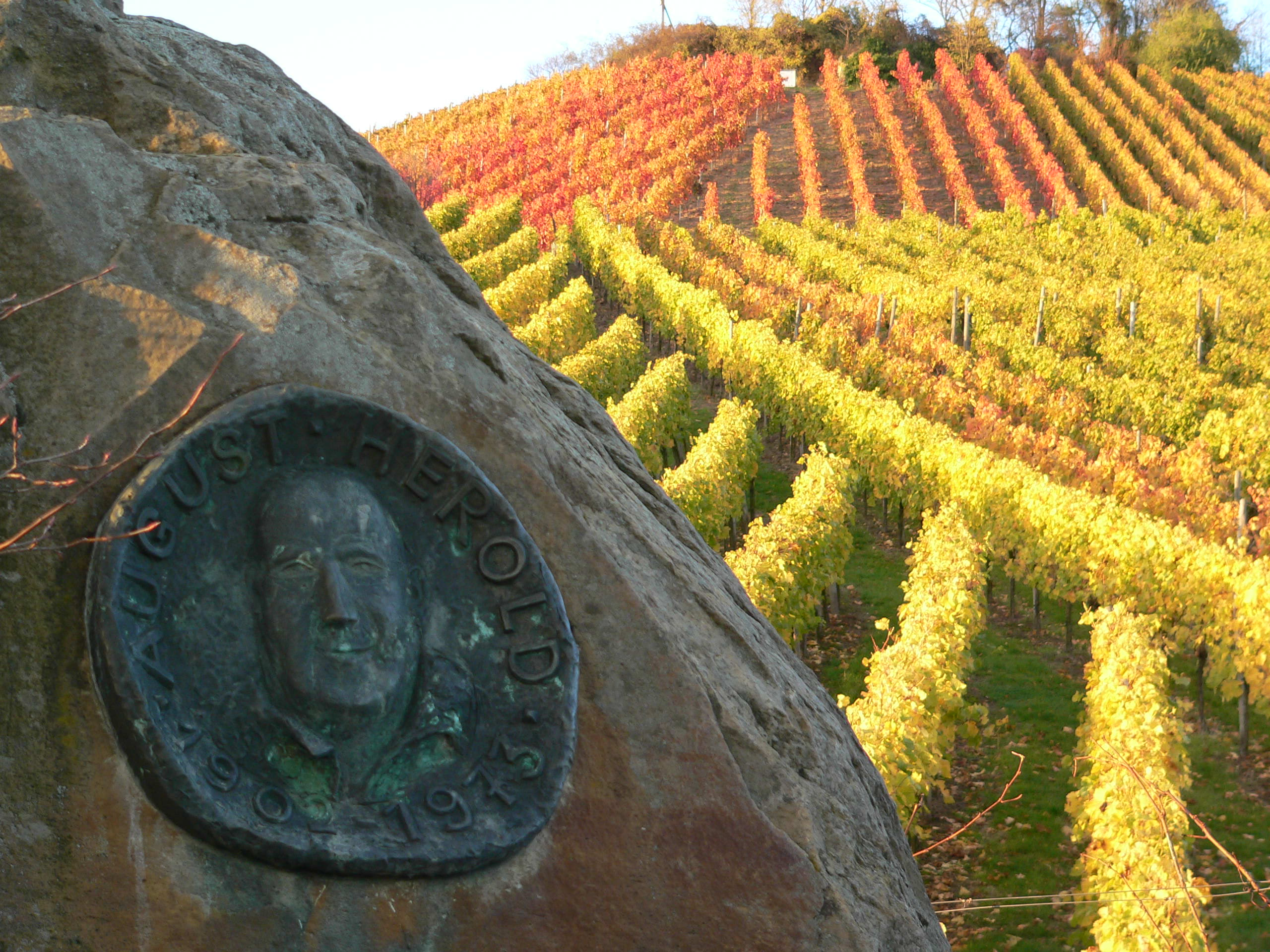
Gedenk-Plakette am südlichen Scheuerberg, Neckarsulm

August Karl Herold (* 7. August 1902 in Neckarsulm; † 8. Januar 1973 ebenda) war ein deutscher Diplom-Landwirt, Oberlandwirtschaftsrat und Rebenzüchter. Während seiner Tätigkeit an der Württembergischen Anstalt für Rebenzüchtung und Rebenpfropfung und später an der Staatlichen Lehr- und Versuchsanstalt für Wein- und Obstbau (LVWO), beide in Weinsberg, züchtete er so erfolgreiche Rebsorten wie den Kerner und den Dornfelder sowie die seinen Namen tragende Heroldrebe.

## Leben
August Herold wurde in Neckarsulm als Sohn des Weingärtners und Landwirts Josef Herold und dessen Frau Josefine, geb. Benz, geboren. Nach dem Abitur 1921 in Ehingen (Donau) begann er zum Wintersemester 1922 ein Studium der Landwirtschaft an der Landwirtschaftlichen Hochschule in Stuttgart-Hohenheim, das er im Sommer 1925 als Diplom-Landwirt abschloss. Seit 1922 war er Mitglied der katholischen Studentenverbindung KDStV Carolingia Hohenheim im CV. Nach Stationen in der Pfalz und in Naumburg (Staatliche Weinbauverwaltung; Biologische Reichsanstalt für Land- und Forstwirtschaft, Abt. Rebenzüchtung) übernahm er zum 1. August 1928 die Leitung der Württembergischen Anstalt für Rebenzüchtung und Rebenpfropfung mit Dienstsitz in Weinsberg und Versuchs- und Wirtschaftsbetrieben in Offenau, Gundelsheim und Lauffen am Neckar. In den folgenden Jahrzehnten widmete Herold sich dort der Erhaltungszüchtung der traditionellen württembergischen Rebsorten und der Kreuzungszüchtung neuer Rebsorten.
1930 heiratete Herold. Mit seiner Frau Gertrud hatte er zwei Kinder. Am 10. Januar 1941 wurde er Soldat und kehrte nach dreijähriger sowjetischer Kriegsgefangenschaft 1948 nach Weinsberg zurück. Die Rebenzüchtungsanstalt war ein Jahr zuvor der LVWO als Geschäftsbereich eingegliedert worden, dessen Leitung er wieder übernahm.
Im Juni 1964 wurde Herold zum Stellvertretenden Direktor der LVWO bestellt, schied aber auf eigenen Wunsch wegen seiner angegriffenen Gesundheit zum 31. Dezember 1964 aus dem Landesdienst aus. Im Frühjahr 1965 wurde er wegen seiner Verdienste um den Landesweinbau mit dem Bundesverdienstkreuz am Bande geehrt. Er starb am 8. Januar 1973 und ist in Neckarsulm begraben.
Wichtige neue Rebsorten, die aus Herolds Arbeit hervorgingen, sind Kerner, Dornfelder, Heroldrebe, Helfensteiner, Juwel u. a. Von Bedeutung sind auch Herolds Verdienste in der Erhaltungszüchtung der alten württembergischen Rebsorten (z. B. Trollinger) und in der Rebenveredlung (Versuche mit Pfropf- und Unterlagsreben).
In Neckarsulm erinnert eine Gedenk-Plakette am Weinlehrpfad August-Herold-Weg, der am Südhang des Scheuerbergs liegt, an ihn.